# El Paraíso (El Salvador)
El Paraíso es un distrito del municipio de Chalatenango Centro departamento de Chalatenango, El Salvador. Tiene una población censada en 2024 de 11 622 habitantes.
| Censo | Población | Cambio | Porcentaje |
| ----- | --------- | ------ | ---------- |
| 2007  | 10 483    | N/D    | N/D        |
| 2024  | 11 622    | 1 139  | 10.9%      |

## Geografía
El distrito cubre un área de 52,14 km² y la cabecera tiene una altitud de 270 m s. n. m.

## Historia
En 1807, según el corregidor intendente don Antonio Gutiérrez y Ulloa, Agua Caliente era una importante hacienda con crianza de ganado mayor y cultivos de jiquilite en el partido de Tejutla y propiedad del presbítero don Alejo Coello, a la sazón coadjutor en el curato de Chalatenango. Dentro de los límites de este latifundio se formaron con el tiempo dos valles o aldeas: el de Agua Caliente y el de Ojo de Agua. 

### Pos-independencia
En la ley de 18 de febrero de 1841 los valles de Piedras Gordas y Agua Caliente, en el distrito de Tejutla, constituyeron uno de los cantones electorales en que se dividió el territorio salvadoreño.
En el 23 de marzo de 1853, la cámara de diputados, cuyo presidente era Mariano Hernández, considerando  sus circunstancias y número de habitantes y que era "justo y conveniente", dieron el decreto que erige en pueblo los valles de Ojo de Agua y Agua Caliente con el nombre de Concepción del Paraíso. El decreto fue pasado de la cámara de senadores, cuyo presidente era José María San Martín, al poder ejecutivo en el 31 de marzo, y fue ejecutado por el presidente Francisco Dueñas en el 6 de abril. El nuevo municipio, conforme el artículo 51 de la Ley de 4 de septiembre de 1832, quedó obligado a elegir anualmente un alcalde, dos regidores y un síndico. Desde su fundación, Concepción del Paraíso quedó incorporado en el distrito de Tejutla, departamento de Cuscatlán.
En un informe de mejoras del departamento de Cuscatlán hecho por el gobernador José D. Montiel en el 13 de enero de 1854, notó que se empezaba a edificar su nueva iglesia.
Por Ley de 14 de febrero de 1855 este pueblo se incorporó en el departamento de Chalatenango. En un informe de mejoras materiales en el departamento de Chalatenango hecho por el gobernador M. J. Fajardo en el 9 de junio de 1855, se dio cuenta de que en "el Paraíso se reúnen [...] las maderas necesarias para la construcción de una casa para cabildo".
En 1890 tenía una población estimada en 860 habitantes.

### SigloXX
Por Ley de 27 de abril de 1906 se incorporó en el municipio de Concepción del Paraíso el cantón o valle denominado Valle Nuevo, que había pertenecido al municipio de Tejutla. Al crearse el distrito administrativo y judicial de Dulce Nombre de María, por Ley de 15 de julio de 1919, el municipio de Concepción del Paraíso se le incorporó segregandose del distrito de Tejutla. 
El 10 de junio de 1926 se le anexaron los cantones Valle Nuevo y Angostura, que pertenecían a Chalatenango. 
Siendo Presidente de la República el ingeniero don Arturo Araujo, los ediles y vecinos de esta población solicitaron a la Asamblea Nacional Legislativa que, por convenir a los intereses nacionales, se les segregara del distrito de Dulce Nombre de María y se les incorporara en el distrito de Tejutla. Oído el informe favorable del gobernador del departamento de Chalatenango, la Asamblea expidió el Decreto Legislativo de 16 de mayo de 1931 en virtud del cual Concepción del Paraíso volvió a formar parte del distrito de Tejutla.

## Demografía
Tiene una población estimada de 12,078 habitantes para el año 2013.

## Patrimonio cultural inmaterial

### Fiestas patronales
Las fiestas patronales se celebran en el mes de diciembre en honor a la Inmaculada Concepción.